# Bruno Griesel
Bruno Griesel (* 17. Februar 1960 in Jena) ist ein deutscher Maler, Zeichner und Druckgrafiker.

## Leben
Bruno Griesel ist als zweiter von drei Söhnen des Agrarwissenschaftlers Alois Griesel und seiner Ehefrau Hildegard (geb. Germar) geboren. Die Familie war zunächst in Jena ansässig, ist jedoch später nach Kleingera ins Voigtland umgezogen, wo der Vater eine Landwirtschaftliche Produktionsgenossenschaft leitete. Im Jahr 1971 zog die Familie weiter nach Leipzig, wo der Vater das Hopfenkontor leitete. Bruno Griesel besuchte die Polytechnische Oberschule und wechselte 1975 in die EOS Humboldt Leipzig, wo er wegen politischer Nichttragbarkeit 1976 relegiert wurde. Er begann danach eine Lehre als Modelltischler in Leipzig.
Im Anschluss studierte er Malerei an der Leipziger Hochschule für Grafik und Buchkunst: (1981–1986) bei Volker Stelzmann, Wolfgang Peuker und ab dem 3. Studienjahr in der Fachklasse bei Bernhard Heisig. Von 1986 bis 1989 war er im Meisterschülerstudium bei Bernhard Heisig.
Er arbeitet seit 1989 als freischaffender Künstler in Leipzig und ist ein Vertreter der Neuen Leipziger Schule. 1985 schuf Griesel als Auftragswerk der FDJ für die Jugendhochschule „Wilhelm Pieck“ das Gemälde Diskussion (Öl, 141 × 170 cm).
Griesel lebt in seinem Atelierhaus in Straguth bei Zerbst in Sachsen-Anhalt. Er war bis 1990 Mitglied des Verbands Bildender Künstler der DDR.

### Museen und öffentliche Sammlungen mit Werken Griesels (unvollständig)
- Leipzig: Museum der bildenden Künste
- Leipzig: Kunsthalle der Sparkasse Leipzig[3]

## Ausstellungen und Messen
- 2024: „Im Reich der Diana“ (27. April bis 3. November 2024) / Schloss Moritzburg[4]
- 2013: Art Karlsruhe / Kunstmühle Salzburg
- 2012: Art Karlsruhe / Kunstmühle Salzburg
- 2011: munich contempo / Kunstmühle Salzburg
- 2010: „Bruno Griesel – 50“, Galerie am Sachsenplatz, Leipzig
- 2009: „Selection Art Fair 2009“, Basel, Jörg Heitsch Galerie
- 2009: ART.FAIR, Köln, Jörg Heitsch Galerie
- 2009: „Zeitgenössischer Barock“, Jörg Heitsch Galerie, München
- 2008: Art Karlsruhe / Galerie ARTHUS
- 2008: „Nach Tiepolo“, Kunstraum Gerdi Gutperle
- 2008: „Aufbruch der Moderne“, Jörg Heitsch Galerie, München
- 2007: ART.FAIR Köln / Soloshow Alp Galleries
- 2007: Art Karlsruhe / Galerie ARTHUS
- 2007: Liste Köln / Galerie ARTHUS
- 2007: „GRIESEL – Aufbruch der Moderne“, Alp Galleries, Frankfurt
- 2007: „Festival-Satyra ist 30“, Galerie Satyra, Kronberg
- 2006: art miami / Alp Galleries
- 2006: Art Karlsruhe / Galerie ARTHUS
- 2006: Galerie „VNG“ Leipzig
- 2004: „Arbeiten auf Papier“ Stadtbau AG, Leipzig
- 2003: Shanghai SPRING ART SALON / Alp Galleries
- 2003: „Annunciation“, Alp Galleries, New York
- 2000: „Die Farbe Gelb“, Deutsche Post, Bonn
- 2000: „The 90th“, Alp Galleries, New York
- 1999: „Rencontres“, Jas de la Rimade, Frankreich
- 1999: „Gemälde und Arbeiten auf Papier der Neunziger I“, Hotel Königshof, Bonn
- 1999: „Gemälde und Arbeiten auf Papier der Neunziger II“, Bahnhof Oberkassel, Bonn
- 1996: „Hommage à Marguerite Duras“, Jas de la Rimade, Frankreich
- 1996: „Solemnis“, Galerie Satyra, Kronberg
- 1993: „Les chants de Maldoror“, Galerie Peter Lang, Leipzig
- 1993: „West-Östlicher Diwan 1993“, Galerie Satyra, Kronberg
- 1990: Group Show „Das Wesen des Schönen“, Shiseido Art Space Gallery, Tokyo, Japan
- 1989: Group Show „225 Jahre Kunstakademie“, Leipzig
- 1986: Beteiligung an der Ausstellung Duisburger Akzente
- 1987/1988: Beteiligung an der X. Kunstausstellung der DDR in Dresden
- 1986: Beteiligung an der Ausstellung „Anzeichen. Junge Künstler im Bezirk Leipzig“ im Lindenau-Museum Altenburg